# Химна Израела
Нада (хеб. התקווה- Hatikvah) је национална химна Израела.

## Историја
Хатиква-у је написао галицијски песник Нафтали Херц Имбер у Јашију 1871. као песму од девет строфа коју је назвао Тикватену (Наша нада).
1897, на првом ционистичком конгресу, постала је химна ционизма; касније ју је аранжирао композитор Паул Бенхајм, са музиком заснованом на румунско-јеврејској народној песми.
Касније је текст измењен више пута до коначног облика који је добио 1948. када је настала држава Израел и када је ова песма постала њена химна.
У садашњем облику, песма се састоји само из једне строфе и рефрена оригиналне песме. Најважнија промена која се десила у тексту је да Јевреји више не теже ка повратку у Цион, већ да створе слободну државу у њему.

## Музика
За музику коју је вероватно компоновао Самуел Коен се тврди да је заснована на теми из симфонијске поеме „Влтава” чешког композитора Беджиха Сметане, коју је и он узео из народне песме са простра северозападне Румуније и Молдавије.

## Стихови
Стихови химне на хебрејском (чита се здесна налево):
| כל עוד בלבב פנימה נפש יהודי הומיה, ולפאתי מזרח קדימה עין לציון צופיה - עוד לא אבדה תקותנו, התקוה בת שנות אלפים, להיות עם חופשי בארצנו ארץ ציון וירושלים. |

Изговор и превод текста химне: 
| Кол од балевав Пенима - Нефеш Јехуди 'омија Улфа'атеј мизрах кадима Ајин леЦион цофија. Од ло авда тикватену Хатиква бат шнот алпајим: Л'и'хјот ам хофши беарцену - Ерец Цион Јерушалајим. | Све док је у нашим грудима Душа Јевреја жуди И напред ка Истоку, Ка Сиону, око гледа. Наша нада није још изгубљена, Нада две хиљаде година стара, Да будемо слободан народ у земљи својој Земљи Сиона и Јерусалима. |